# Publi Corneli Sul·la (nebot de Sul·la)
Publi Corneli Sul·la (en llatí Publius Cornelius Sulla) va ser un magistrat romà, nebot del dictador Luci Corneli Sul·la. Va néixer en vida del seu oncle, el qual li va donar diverses finques confiscades als seus enemics. Es va presentar a les eleccions a cònsol de l'any 66 aC però no va assumir el càrrec per l'acusació d'haver comprat vots. La seva reputació va quedar encara més tacada qual el van acusar de participar en la conspiració per enderrocar el govern legítim juntament amb Catilina. Es va destacar com a militar lluitant a favor de Juli Cèsar i en contra de Pompeu.

## Primers anys
Publi Corneli Sul·la i el seu germà Servi eren fills de Servi Corneli Sul·la, germà de Luci Corneli Sul·la.
Durant la guerra civil i la dictadura que va protagonitzar el seu oncle, Publi no va tenir cap càrrec ni actuació destacats. Probablement va estar a l'exèrcit servint sota Luci Sergi Catilina, a qui va donar suport més tard en les seves aspiracions polítiques.
El 81 aC, durant la dictadura del seu oncle, Publi va fer ús de la seva influència per reclamar perdó cap a alguns proscrits amics seus, cosa que se li va concedir. Després de la mort de Luci Corneli Sul·la el 78 aC, Publi va heretar una part de les terres a nom del seu oncle.

## Acusacions
Als comicis del 66 aC va ser elegit cònsol amb Publi Autroni Pet, però no van poder exercir el càrrec (el 65 aC), ja que van ser tots dos acusats de suborn per Luci Torquat el Jove, declarats culpables sota la lex Acilia Calpurnia i expulsats del senat. Llavors Luci Cotta i Luci Torquat el Vell, el pare de l'acusador, van ser nomenats cònsols en substitució dels anteriors.
Se sospità que havia participat en les dues conspiracions de Catilina i el 63 aC va tornar a ser acusat per Luci Torquat i per Gai Corneli. El van defensar Hortensi i Ciceró, i en va sortir absolt, tot i que hi ha elements suficients per afirmar que era culpable. Ni el seu germà, Servi, ni Autroni van tenir tanta sort, ja que Ciceró els creia culpables i va refusar defensar-los.

## Guerra civil
A la guerra civil va abraçar la causa de Juli Cèsar i va servir com a llegat seu a Grècia, dirigint l'ala dreta a la batalla de Farsàlia (48 aC). El 47 aC, Juli Cèsar li va ordenar portar unes legions destinades a la guerra a l'Àfrica des de la península Itàlica a Sicília, però els legionaris de la Legio XII es van amotinar i el van foragitar a pedrades, exigint abans d'anar a l'Àfrica el cobrament de les recompenses promeses a Grècia.
Durant la batalla de Dirràquium (48 aC), a Publi Corneli Sul·la se li va encomanar la defensa del campament de Cèsar. Allà va rebutjar amb èxit un atac de l'exèrcit de Pompeu, el qual va penetrar a través de la fortificació mentre la part central de l'exèrcit estava en un altre lloc enfrontant-se als homes de Cèsar. Després de fer-los fora, Sul·la es va replegar al campament. Juli Cèsar va escriure als seus comentaris que si hagués perseguit els atacants la guerra podria haver-se acabat aquell mateix dia, però no li va retreure res a Sul·la, ja que estava complint amb la missió encomanada tal com se li havia manat.
Cap a l'any 45 aC, Publi Corneli Sul·la va comprar per una petita quantitat de diners algunes finques dels pompeians proscrits, però va morir aquell mateix any. Segons Ciceró el poble va estar content amb la seva mort, però cal considerar que parlava d'un enemic polític. La seva mort no se sap si fou deguda a uns lladres de camins que el van assaltar o als seus excessos a la taula.
Va deixar un fill de nom Publi Corneli Sul·la, de qui no consta que hagués exercit cap càrrec, i un fillastre de nom Memi.